# Sléz kučeravý

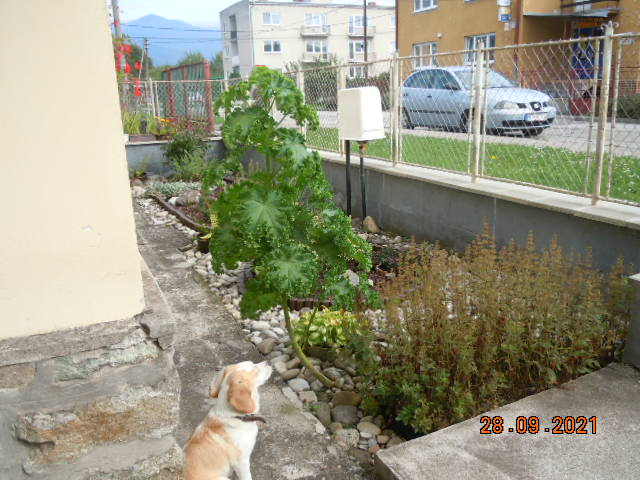
Sléz kučeravý v předzahrádce

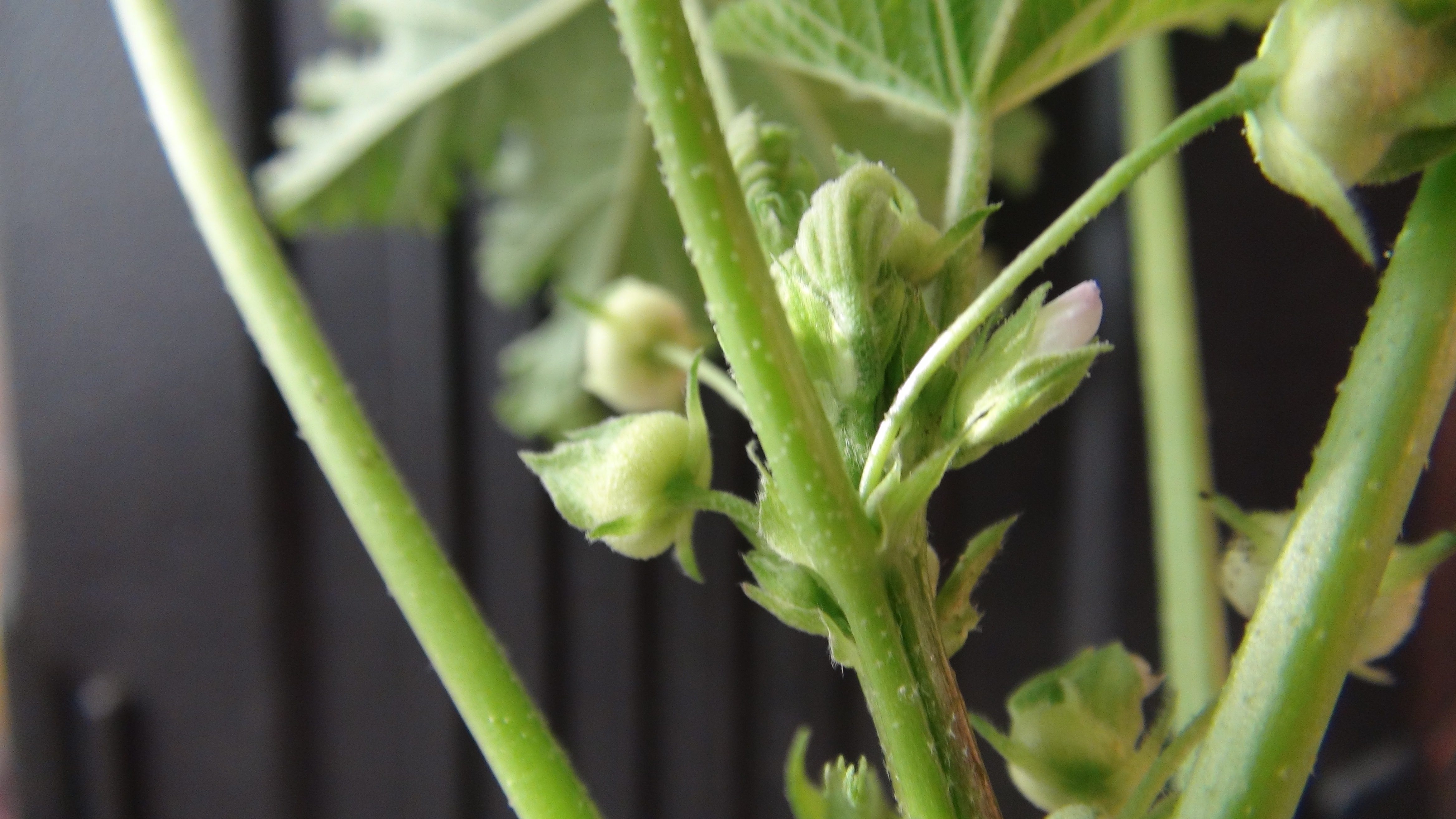
Květ a plod slézu kučeravého

Sléz kučeravý či sléz kadeřavý (Malva verticillata var. crispa) je varieta slézu přeslenitého.

## Popis
Je to jednoletá rostlina až 2 m vysoká. Její listy jsou dlanitě laločnaté, na okraji zvlněné, kudrnaté, hustě a jemně zoubkované. Květy této rostliny vyrůstají z paždí listů, okvětní lístky jsou světle růžové až bělavé a jsou asi 7–10 milimetrů dlouhé. Plod se skládá z 10 až 12 plůdků. Její lodyhy jsou přímé, s krátkými postranními větvemi. Rostlina kvete od července do října, dokáže vzdorovat mírným mrazům (cca do −5 °C). Po sběru listy postupně dorůstají na bočních výhonech.
Rostlina pochází z východní Asie. Je to jedna z prvních domestikovaných rostlin, již více než před 2500 lety v Asii. Dříve se pěstovala v Čechách podstatně častěji, v Číně, Egyptě, Německu i Rusku se  pěstuje stále. Je ji možné využít jako biopalivo anebo jako krmivo pro hospodářská zvířata. Výhodou je, i když listy opakovaně sklízíme, neustále dorůstají a rostlina se větví. I mladé výhonky jsou jedlé, vhodné např. do polévek.
Výsev: IV. až VII., do hlubší, nezaplevelené půdy, 30 cm od sebe řádky i vzdálenost mezi rostlinami, hloubka 1–2 cm, snáší i polostín. V místech, kde se vyskytuje dřepčík, např. výsev po bramborách, je lepší výsev až v červenci.
Sbíraná droga
- list – Folium malvae

## Léčivé účinky
Droga obsahuje sliz, třísloviny a vitamin C. Vlastnosti: mucilagenózum (slizotvorné drogy), emoliens (změkčující  účinky), antiflogistikum (antiseptické účinky).Používá se ve formě čaje k usnadnění vykašlávání při průduškových katarech a zánětech horních cest dýchacích, při dýchavičnosti, chrapotu. Při žaludečních a střevních katarech k úpravě peristaltiky, při zápalu sliznice žaludku, při žaludečních vředech, při zápalu měchýře. Při zánětech dutiny ústní se používá jako kloktadlo. Protizánětlivého působení byliny je  využíváno při léčbě koupelemi nebo obklady otevřených bércových vředů, při svrbivých alergiích, k hojení ran, nežitů a vředů a při zánětech žil, dále při zánětu spojivek, při vysušení slz, jako změkčující a uklidňující prostředek.